# Ye-2 (航空機)
 Ye-2 / E-2
- 用途：戦闘機
- 設計者： ミコヤーン・グレーヴィチ設計局
- 製造者：
- 初飛行：1955年
- 運用状況：不採用

Ye-2(E-2；ロシア語:Е-2イェー・ドヴァー)は、ソビエト連邦のミグ設計局が試作した戦闘機である。北大西洋条約機構(NATO)の使用するNATOコードネームはフェイスプレイト (Faceplate)。

## 概要
1950年代前半、ミグ設計局やTsAGIでは、次期マッハ2級戦闘機の主翼形状として後退翼とデルタ翼のどちらが有望か結論が出せず、双方の形態で実機を製作して比較することになった。当初予定したAM-11エンジン(RD-11、のちR-11)の開発が間に合わずAM-9Bを搭載する後退翼機Ye-2とデルタ翼機Ye-4、完成したAM-11を搭載する後退翼機Ye-2Aとデルタ翼機Ye-5が製作された。なお、同時期にスホーイ設計局でも後退翼機S-1(Su-7)とデルタ翼機T-3(Su-9)が並行開発されている。
最初に完成したYe-2は1955年に初飛行、非力なエンジンながらマッハ1.8を記録するなど当初はYe-4より良好な性能を示し、Ye-2Aとともにさしたる問題もなく、一時MiG-23の正式名も与えられた。1956年の航空ショーで北大西洋条約機構（NATO）はYe-4に「Fishbed(フィッシュベッド)」、Ye-2Aに「Faceplate(フェイスプレイト)」とコードネームを付け、Ye-2Aの方がMiG-21として生産が開始されていると誤認されるほど完成度は高かった。
しかしYe-4の強化型Ye-5もマッハ1.85を記録し、AM-11を搭載したYe-2AとYe-5の性能はほぼ互角になり、比較検討された結果、構造が簡潔で200kg程軽いYe-5が採用され、Ye-2Aは不採用になった。その後Ye-5はYe-6を経てMiG-21となる。

## 派生型

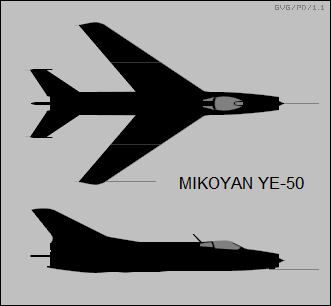
Ye-50

Ye-1
AM-5Aを搭載する後退翼機。非力すぎるとされ製造中止。
Ye-1A
Ye-50に改称。
Ye-2
AM-9Bを搭載する後退翼機。
Ye-2A
AM-11を搭載する後退翼機。「Faceplate(フェイスプレイト)」と識別されるのは当機のみ。
Ye-50
ドゥシュキンS-155ロケットエンジンを搭載した後退翼・混合動力機。上昇力向上の対策に混合動力を採用したものの航続力低下を招き、またジェットエンジンの推力向上の目処がついたため計画中止となった。
Ye-50A
機体下面にコンフォーマル・フューエル・タンクを追加した型。Ye-50計画中止により製造中止。

## スペック (Ye-2)
- 全長：13.23 m
- 全幅：8.11 m
- 全高：--- m
- 翼面積：21.0 m2
- 空虚重量：4,340 kg
- 最大離陸重量:6,250 kg
- 発動機：AM-9B ターボジェットエンジン×1基
- 最大速度：1,900 km/h
- フェリー航続距離：2,000 km
- 実用上昇限度：18,000 m